# المجلس الكندي للأبنية الخضراء
المجلس الكندي للأبنية الخضراء (بالإنجليزية: Canada Green Building Council ؛ بالفرنسية: Conseil Du Bâtiment Durable Du Canada) يرمز له اختصارًا (CaGBC) هو مجلس محلي للأبنية الخضراء في كندا، تأسس في عام 2003. يعمل على تعزيز نظام تصنيف الريادة في تصميمات الطاقة والبيئة، وقيادة وتسريع التحول إلى مبان ذات أداء عالي في جميع أنحاء كندا. يشار بالذكر إلى أنه قبل تشكيل المجلس، كانت كندا قد شاركت مع الولايات المتحدة بتأسيس المجلس الأمريكي للأبنية الخضراء لمنطقة كاسكاديا.

## المعيار الكندي
تعتبر النسخة الكندية من نظام الريادة في تصميمات الطاقة والبيئة للإنشاءات الجديدة (LEED Canada-NC v1.0) مشابهة جدا لإصدار المجلس الأمريكي للأبنية الخضراء، وهي تحتوي على الفئات التالية:
- المواقع المستدامة (SS)
- كفاءة استخدام المياه (WE)
- الطاقة والجو (EA)
- المواد والموارد (MR)
- جودة البيئة الداخلية (EQ)
- الابتكار في التصميم (ID)
- الأولويات الإقليمية (RP)

## وصلات خارجية
- الموقع الرسمي للمجلس الكندي للأبنية الخضراء